# Irene Casagrande
Irene Casagrande (* 5. Oktober 1996 in Vittorio Veneto) ist eine italienische Schauspielerin.

## Leben
Irene Casagrande begann bereits als Kinderdarsteller mit der Schauspielerei und zeigte eine Leidenschaft für das Drama. Seit 2013 studiert sie an dem „Academy Lorenzo Da Ponte“ und wurde eine der Darstellerinnen in der TV – Serie In Treatment zusammen mit Sergio Castellitto. Dann spielte sie 2015 Oriana Fallaci in der Miniserie L’Oriana von Marco Turco und beteiligte sich an der TV-Serien 1992, Una grande famiglia. Seit 2017 ist sie in der Serie 1993 zu sehen. Daneben nimmt sie auch immer wieder Rollen am Theater an.

## Filmografie
- In Treatment – TV-Serie, 7 Folgen (2013)
- Die Oriana, unter der Regie von Marco Turco – Miniserie TV (2015)
- Ich zwischen 20 Jahren – Webserie (2015)
- 1992 – Fernsehserie (2015)
- Eine große Familie – Fernsehserie, 8 Episoden (2015)
- Eine für alle, unter der Regie von Mimmo Calopresti (2015)
- 1993 – Fernsehserie (2017)
- Atlas – Film  unter der Regie von Niccoló Castelli

## Theater
- Ragazze interrotte, Regie: E. Fainello (2010)
- Humaniplicity, Regie: E. Fainello (2011)
- Storia di una ragazza che non doveva chiamarsi Veronica, unter der Regie von E. Fainello (2013)
- Le donne di Tebe, unter der Regie von E. Fainello (2014)
- Sogno di una notte di mezza estate, Regie: E. Fainello (2015)
- Hamlet, Regie: E. Fainello (2015)
- Triptychon unter der Regie von I. Cutifani (2015)
- Il peso specifico di una carezza, Regie: I. Casagrande (2017)